# Virieu-le-Grand
Virieu-le-Grand es una comuna francesa del departamento de Ain, en la región de Auvernia-Ródano-Alpes.

## Demografía
| 971 | 845 | 854 | 879 | 874 | 920 | 922 | 949 | 1 026 | 1 108 |
| Para los censos de 1962 a 1999 la población legal corresponde a la población sin duplicidades (Fuente: INSEE [Consultar]) |     |     |     |     |     |     |     |       |       |